# Iron Man 2 (soundtrack)
Iron Man 2 is de originele soundtrack van de film Iron Man 2 uit 2010, bestaande uit muziek van de Australische hardrockband AC/DC. Het album werd uitgebracht op 19 april 2010 door Columbia Records. Een apart album met filmmuziek, Iron Man 2 (Original Motion Picture Score), gecomponeerd door John Debney werd uitgebracht op 20 juli 2010, ook door Columbia Records.

## Iron Man 2

### Tracklijst
| Nr. | Titel                             | Originele release                            | Duur |
| --- | --------------------------------- | -------------------------------------------- | ---- |
| 1.  | Shoot to Thrill                   | Back in Black (1980)                         | 5:17 |
| 2.  | Rock 'n' Roll Damnation           | Powerage (1978)                              | 3:37 |
| 3.  | Guns for Hire                     | Flick of the Switch (1983)                   | 3:26 |
| 4.  | Cold Hearted Man                  | Powerage (1978)                              | 3:34 |
| 5.  | Back in Black                     | Back in Black (1980)                         | 4:16 |
| 6.  | Thunderstruck                     | The Razors Edge (1990)                       | 4:53 |
| 7.  | If You Want Blood (You've Got It) | Highway to Hell (1979)                       | 4:37 |
| 8.  | Evil Walks                        | For Those About to Rock We Salute You (1981) | 4:23 |
| 9.  | T.N.T.                            | T.N.T. (1975)                                | 3:34 |
| 10. | Hell Ain't a Bad Place to Be      | Let There Be Rock (1977)                     | 4:15 |
| 11. | Have a Drink on Me                | Back in Black (1980)                         | 3:57 |
| 12. | The Razors Edge                   | The Razors Edge (1990)                       | 4:23 |
| 13. | Let There Be Rock                 | Let There Be Rock (1977)                     | 6:07 |
| 14. | War Machine                       | Black Ice (2008)                             | 3:10 |
| 15. | Highway to Hell                   | Highway to Hell (1979)                       | 3:28 |

| Nr. | Titel                                                                   | Duur |
| --- | ----------------------------------------------------------------------- | ---- |
| 1.  | Shoot to Thrill (Iron Man 2 video – 2010)                               |      |
| 2.  | The Making of "Shoot to Thrill" Music Video                             |      |
| 3.  | Highway to Hell (live at River Plate Stadium, Buenos Aires – 2009)      |      |
| 4.  | Rock 'n' Roll Damnation (live at Apollo Theatre, Glasgow – 1978)        |      |
| 5.  | If You Want Blood (You've Got It) (Highway to Hell promo clip – 1979)   |      |
| 6.  | Back in Black (live at Plaza de Toros de Las Ventas, Madrid – 1996)     |      |
| 7.  | Guns for Hire (live at Joe Louis Arena, Detroit, MI – 1983)             |      |
| 8.  | Thunderstruck (live at Donington Park – 1991)                           |      |
| 9.  | Let There Be Rock (live at Plaza de Toros de Las Ventas, Madrid – 1996) |      |
| 10. | Hell Ain't a Bad Place to Be (live at Circus Krone, Munich – 2003)      |      |

## Iron Man 2 (Original Motion Picture Score)

### Tracklijst
De nummers 5 en 25 gecomponeerd door Richard M. Sherman; alle andere nummers gecomponeerd door John Debney.

| Nr. | Titel                                | Duur |
| --- | ------------------------------------ | ---- |
| 1.  | Ivan's Metamorphosis                 | 5:47 |
| 2.  | House Fight V1                       | 5:47 |
| 3.  | Making Pepper CEO                    | 1:08 |
| 4.  | Senate / Ivan Creates Drones         | 3:37 |
| 5.  | Make Way for Tomorrow – Expo Version | 0:53 |
| 6.  | Rhodey Dons Suit                     | 0:56 |
| 7.  | Dying Hero                           | 1:51 |
| 8.  | Natalie Intro                        | 1:03 |
| 9.  | Monaco Drive                         | 0:41 |
| 10. | Mayhem in Monaco                     | 7:25 |
| 11. | Jailhouse Talk                       | 2:24 |
| 12. | Ivan Escapes                         | 1:42 |
| 13. | Gun Show                             | 2:10 |
| 14. | Tony Discovers Dad's Secret          | 4:09 |
| 15. | Sledgehammer V2                      | 2:39 |
| 16. | Nick Fury                            | 1:29 |
| 17. | New Element / Particle Accelerator   | 6:14 |
| 18. | Sledgehammer                         | 1:07 |
| 19. | New RT / To the Expo                 | 1:43 |
| 20. | Black Widow Kicks Ass                | 2:11 |
| 21. | Iron Man Battles the Drones          | 8:00 |
| 22. | Ivan's Demise / The Kiss             | 5:05 |
| 23. | Thor                                 | 0:39 |
| 24. | I Am Iron Man                        | 1:30 |
| 25. | Make Way for Tomorrow Today          | 1:51 |